# 陳景煌
陳景煌是前香港九龍城區議會議員。自1982年設立九龍城區議會以來，他一直擔任該區區議員至2011年，曾是香港最資深的區議員之一。2003年獲頒發行政長官社區服務獎狀。
2011年區議會選舉，他再度出戰參選嘉道理選區，惟敗於代表民協的蕭亮聲。

## 外部連結
- 民選議員陳景煌先生